# Конго (шимпанзе)
Конго (фр. Congo) — шимпанзе, который стал известным благодаря своим художественным способностям. Творческий талант обезьяны первым заметил зоолог и художник-сюрреалист Десмонд Моррис, когда двухлетнему шимпанзе предложили карандаш и бумагу. Его стиль описывали как «лирический абстрактный импрессионизм».

## Жизнь и творчество
Конго родился в 1954 году. В возрасте с двух до четырёх лет он сделал 400 рисунков и картин. Известность получил, когда вместе с учёным Десмондом Моррисом, который изучал поведение животных, снялся в сериале «Время животных» (англ. Zootime), демонстрировавшемся на британском телевидении в 1950-х. Одновременно с этим Моррис начал проводить эксперименты, направленные на выявление творческих способностей у шимпанзе.
«Он взял карандаш, а я положил лист бумаги перед ним… что-то странное выходило из-под карандаша. Это была первая линия Конго. Он провел коротенький отрезок и остановился. Продолжит ли он? Произойдет ли это еще раз? Так. Он повторял это снова и снова», — вспоминал Моррис. Сначала Конго, как и любой другой шимпанзе, просто разбрызгивал краски. Однако уже через два года манера обезьяны держать кисть неожиданно изменилась, и он стал гораздо внимательнее относиться к своим произведениям. Моррис вскоре заметил, что шимпанзе умеет рисовать круг, а также существование определённой композиции в рисунках обезьяны. Конго также показал способность к пониманию симметрии между двумя сторонами эскиза: когда Моррис рисовал фигуру на одной стороне листа, Конго уравновешивал структуру, делая отметки на другой его половине. Аналогично, когда одна сторона изображения приобретала, например, синий цвет, шимпанзе добавлял синий в другую сторону, чтобы сохранить равновесие. Шимпанзе рисовал только на листе бумаги или холсте, никогда не делая мазки кистью за его пределами, и, казалось, знал, когда задуманное произведение закончено — просто откладывал кисть или карандаш. Если картину уносили, а потом приносили опять, то он к ней не прикасался. Но если приносили чистое полотно, он снова брался за работу.
В 1957 году Десмонд Моррис организовал в Лондонском институте современных искусств выставку «Картины шимпанзе», где экспонировал картины, написанные обезьянами, включая работы Конго. Выставленные на ней картины, написанные темперой на бумаге, относятся к самому плодотворному периоду «художника».
Конго умер в возрасте десяти лет в 1964 году от туберкулёза.

## Отзывы критиков и посмертная слава
Реакция критиков при жизни Конго на его творчество представляла собой смесь презрения и скептицизма. Слава настигла шимпанзе уже после его смерти — одну из картин Конго купил себе Пабло Пикассо, а Жуан Миро обменял два своих эскиза на одно творение этого художника.
Шимпанзе Конго, вероятно, является самым известным художником среди зверей. В 2005 году его картины выставлялись на аукционе Bonhams вместе с произведениями Ренуара и Уорхола, а три из них приобрёл американский коллекционер Говард Хонг за почти 14 400 фунтов стерлингов (26000 USD).